# Electromagnetic Aircraft Launch System
Das Electromagnetic Aircraft Launch System (EMALS, dt.: elektromagnetisches Flugzeugstartsystem) ist ein Flugzeugkatapult für Flugzeugträger, das 2017 erstmals auf Schiffen der Gerald-R.-Ford-Klasse zum Einsatz kam.

## Konstruktion

### Linearmotor
Herzstück des Katapults ist ein Linearmotor, der im Gegensatz zu üblichen Elektromotoren keine Dreh-, sondern eine geradlinige Linearbewegung erzeugt, um den Schlitten zur Beschleunigung des Flugzeugs anzutreiben. Der Linearmotor besteht aus einer Reihe 64 cm langer Statorspulen, die sequentiell angesteuert werden und damit den Startschlitten entlang der Bahn bewegen. Zur Positionsbestimmung des Schlittens kommen Hall-Sensoren zum Einsatz. Der bewegliche Startschlitten ist seitlich mittels Rollen gelagert und besitzt 160 Neodymmagnete.

### Energiespeichersystem
Der Startvorgang benötigt für kurze Zeit eine höhere elektrische Leistung (ca. 50 MW), als die Energieversorgung des Schiffes zur Verfügung stellen kann. Daher wird Energie in einem Schwungradspeicher zwischengespeichert, die dann innerhalb kürzester Zeit wieder abgerufen werden kann. Bei EMALS stehen hierfür vier Schwungscheiben zur Verfügung. Sie werden auf eine Drehzahl von 6400 min−1 beschleunigt und speichern dann jeweils 121 MJ (33,6 kWh). Um die durch die Schwungmassen auftretenden Kreiselkräfte zu kompensieren, sind immer zwei Schwungscheiben paarweise und gegenläufig angeordnet. Der Aufladevorgang dauert 45 Sekunden. Trotz des hohen Wirkungsgrades entsteht aufgrund der hohen umgesetzten Energie viel Wärme, die mittels einer Flüssigkeitskühlung abgeführt werden muss.

### Energieumwandlung
Aus dem Energiespeichersystem abgerufene elektrische Energie wird durch einen Wechselrichter in Spannungsimpulse mit wechselnder Polarität umgesetzt, die der Position und Geschwindigkeit des Startschlittens angepasste elektrische Ströme erzeugt. Die Frequenz erhöht sich dabei während des Startvorgangs von quasi 0 auf 640 Hz, die Spannung von 0 auf 1520 V. Die maximale Stromstärke liegt bei 6400 A.

## Projektstatus

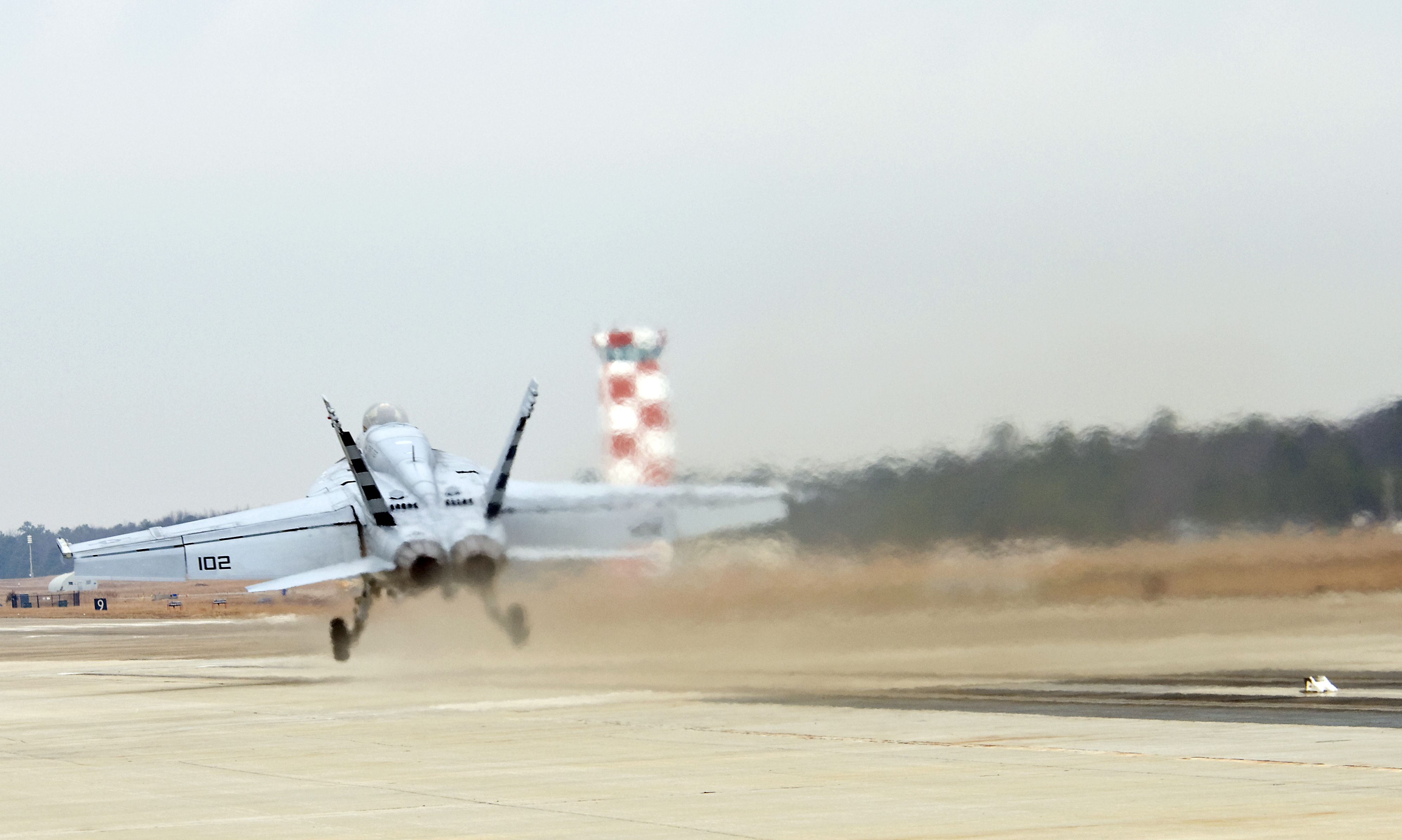
Teststart einer F-18 mittels des landgestützten Prototyps des EMALS

- 1. Juni 2010: Start einer T-45 Goshawk auf der Naval Air Engineering Station Lakehurst.[3]
- 9. Juni 2010: Start einer C-2 Greyhound auf der Naval Air Engineering Station Lakehurst.[4]
- 18. Dezember 2010: Start einer F/A-18E Super Hornet auf der Naval Air Engineering Station Lakehurst.[5]
- 27. September 2011: Start einer E-2D Advanced Hawkeye auf der Naval Air Engineering Station Lakehurst.[6]
- 18. November 2011: Start einer F-35C.[7]

## Vorteile
Im Vergleich zu klassischen dampfbetriebenen Katapulten besitzt das EMALS einen höheren Wirkungsgrad. Durch den Wegfall von Dampferzeugern, Hydraulik und Pneumatik vereinfacht sich außerdem der Aufbau und senkt damit den Wartungsaufwand, zudem wird der erzeugte Lärmpegel erheblich gesenkt. Durch die präzise Steuerbarkeit des Startvorgangs kann das Katapult genau auf die Bedürfnisse einer breiten Palette von Flugzeugen zugeschnitten werden. Außerdem erhöht sich die maximale Startfrequenz.

## Einsatz
Entwickelt wird EMALS für die Flugzeugträger der Gerald-R.-Ford-Klasse, doch auch Großbritannien plante für seine neuen Flugzeugträger der Queen-Elizabeth-Klasse den Einsatz elektromagnetischer Startkatapulte. Aus Kosten- und Termingründen wurde jedoch schlussendlich darauf verzichtet, und die Queen-Elizabeth-Klasse wird mit einem herkömmlichen Ski-Jump gebaut.
Erste Versuche mit EM-Katapulten führte Westinghouse Electric schon 1946 mit dem Electropult durch.